# サンドラ・ウィットワース
サンドラ・ウィットワース（Sandra Whitworth, 1946年 - ）は、カナダの国際政治学者。ヨーク大学政治学部準教授。専門は、国際関係論、国際機構論、ジェンダー論。
ヨーク大学卒業後、カナダのカールトン大学で博士号取得。
フェミニズムの観点から国連の平和維持活動を中心に論じる。

## 著作

### 単著
- Feminism and International Relations: Toward a Political Economy of Interstate and Non-Governmental Institutions, (Palgrave Macmillan, 1994).（武者小路公秀・野崎孝弘・羽後静子監訳『国際ジェンダー関係論―批判理論的政治経済学に向けて』藤原書店、2000年）
- Men, Militarism and UN Peacekeeping: A Gendered Analysis, (Lynne Rienner, 2004).

## 日本語訳論文
- 「排除としての理論―ジェンダー、男性性、国際政治経済学」『季刊アソシエ』5号（2001年）